# Mayhem
A Mayhem egy norvég black metal együttes. 1984-ben alapította három iskolatárs: Manheim, aki dobolt, Euronymous, aki gitározott és Necrobutcher, aki basszusgitáron játszott. A Mayhem név ötletét a Venom „Mayhem With Mercy” című dala adta. A zenekart számos botrány övezi gyilkossággal, öngyilkossággal és más erőszakos cselekményekkel kapcsolatban. A Mayhem pályafutása során a black metal stílusok széles skáláján futott át, még az avantgárd ipari és elektronikus zenét is érintve. Az együttes (legalábbis annak első inkarnációja, amely 1984-től 1993-ig működött) általános vélekedés szerint a norvég black metal mozgalom egyik legfontosabb zenekara.
A zenekar ismertségét bizonyítja, hogy – underground stílusa ellenére – albumai gyakran érnek el helyezést különböző országok eladási listáin. A 2007-es Ordo Ad Chao albumuk Spellemannprisen díjat (Norvégia legnagyobb zenei díja) kapott a legjobb metal album kategóriában.
2014. június 6-án jelent meg a zenekar ötödik nagylemeze, az Esoteric Warfare a Season of Mist kiadó gondozásában. Az album megjelenése előtt áprilisban kiadattak egy kislemezt, Psywar néven, ezen szerepel egy 2012-ben felvett szám is, a „From Beyond the Event Horizon”.

## Története

### Korai évek (1984–1988)

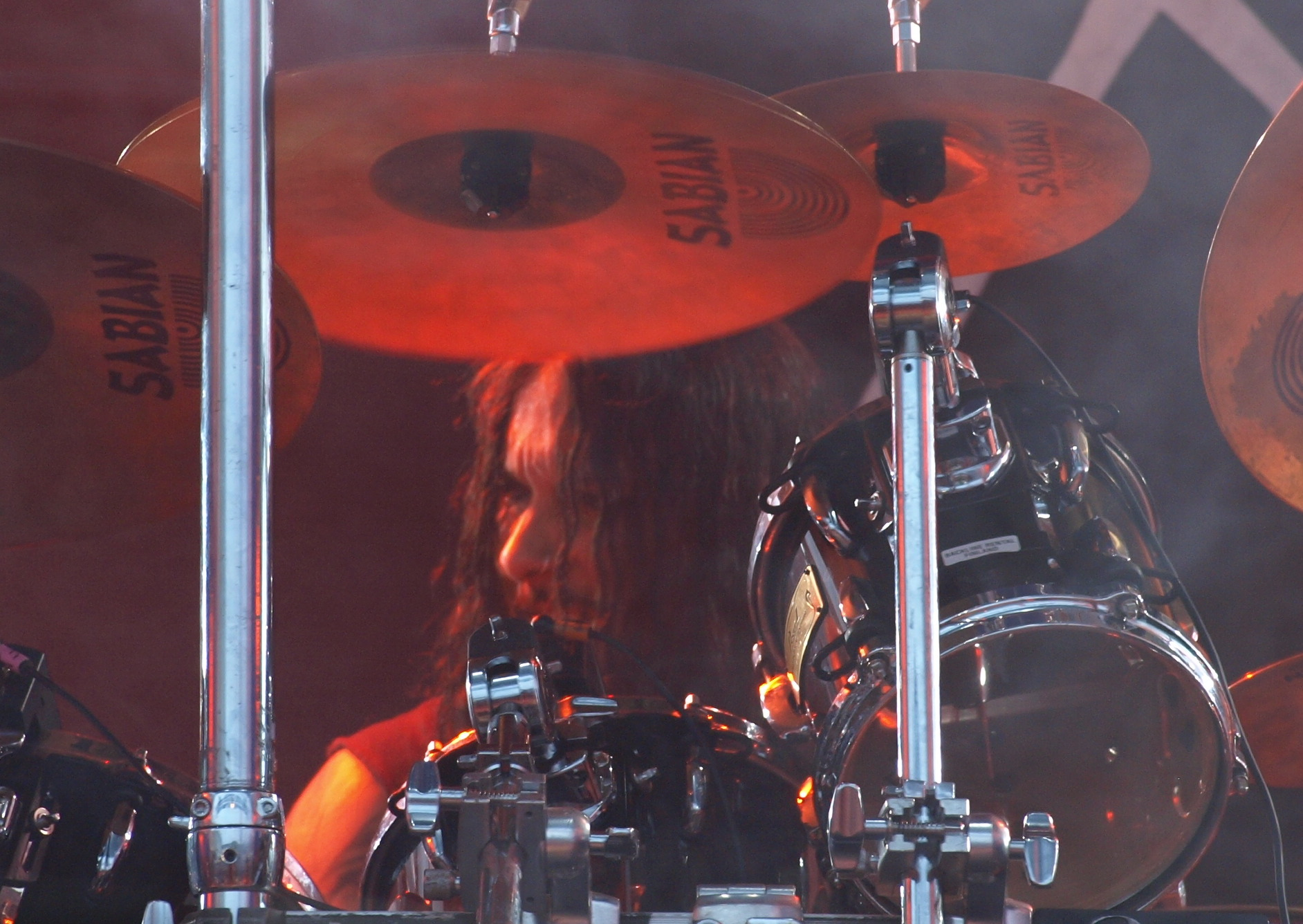
Hellhammer, a Mayhem dobosa 1988 óta

A Mayhem 1984-ben alakult, amikor még Euronymous a „Destructor” néven tevékenykedett. Akkoriban az együttest erősen befolyásolta a Venom, a Motörhead, a Black Sabbath, a Slayer, a Bathory és a Celtic Frost zenéje. A Mayhem első felállása kezdetben feldolgozásokat játszott a Venom-tól, a Motörhead-től és a Black Sabbath-tól, majd 1986-ban felvette az első demóját Pure Fucking Armageddon címmel. Ennek kiadása után Aarseth – aki a gitár mellett énekelt is – és Stubberud felvett két vendégénekest a zenekarba: Eirik Norheim-et, (művésznevén Messiah-t) majd Sven Erik Kristiansen-t (művésznevén Maniac-et) 1986-ra és 1987-re. Nordheim egyedül egy 1986 áprilisi koncerten énekelt a Mayhem-mel, Skiben és az év végén távozott a zenekarból. 1987 márciusában Maniac-kel a Mayhem felvette az első EP-jét a Deathcrush-ot, majd később kiadta Euronymous újonnan létrehozott Posercorpse Music nevű kiadója. Az EP-n három dalon énekelt Messiah: a „Witching Hour” című Venom-feldolgozásban, a „Pure Fucking Armageddon” című számban és az albumot lezáró „Outro”-ban.
A Deathcrush-ot eleinte 1000 példányszámra korlátozva adták ki, de a lemezek gyorsan elfogytak, úgyhogy 1993-ban Euronymous új lemezkiadója, a Deathlike Silence Productions újra kiadta és a Helvete-ben (Euronymous lemezboltjában) lehetett megvásárolni. Manheim alapító-dobos és Maniac énekes 1988-ban távozott az együttesből. Utána a dobos Torben Grue, az énekes pedig Kittil Kittilsen lett, akik csatlakozásuk után nem sokkal kiléptek az együttesből. Távozásuk után Jan Axel Blomberg, művésznevén Hellhammer és Per Yngve Ohlin, alias Dead lépett be az együttesbe.

### Dead énekessel (1988–1991)
Dead először a Morbid nevű death metal formációban énekelt, azonban miután Euronymous felkérte, Svédországból Norvégiába költözött. A vele való fellépések gyorsan ismertté és hírhedtté váltak, sok időt töltött el a zenekar a színpadi látvány kifejlesztésére. Dead a kezdetektől fogva hullasminket viselt, Necrobutcher későbbi bevallása szerint: „semmi köze nem volt a Kiss vagy Alice Cooper arcfestéséhez. Dead tulajdonképpen úgy akart kinézni, mint egy hulla. Nem azért csinálta, hogy menő legyen.” Hellhammer azt állította, hogy Dead volt „az első black metal zenész, aki hullasminket használt.” Az énekes hullaszerű megjelenésében kiegészítésül fellépőruháit a föld alá ásta, majd a koncertre előkereste és azokat vette fel. Gyakran vágta meg magát fellépések közben, többnyire vadászkéssel és törött üveggel. A zenekar gyakran vágóhidakról szerzett disznó- és birkafejekkel díszítette a színpadot. Dead közreműködésével készült el a Live in Leipzig koncertlemeze a zenekarnak, amit 1990. november 26-án vettek fel és 1993-ban jelent meg.
1989-ben Dead azt nyilatkozta, hogy a De Mysteriis Dom Sathanas albumra megírta a „Funeral Fog”, a „Freezing Moon”, a „Buried by Time and Dust” és a „Pagan Fears” dalszövegeit. 1990-ben a zenekar tagja elköltöztek „egy öreg erdei házba” Oslo közelében, amit próbálásra használtak. 1990-ben és '91-ben felvették a „Carnage” és a „Freezing Moon” dalok stúdióverzióit, amelyek később a CBR Records Projections of a Stained Mind című válogatásalbumán jelentek meg. Necrobutcher basszusgitáros azt nyilatkozta, hogy az együtt élés egy idő után nem volt kedvező, Dead és Euronymous „egymás idegeire ment” és „nem voltak igazán barátok a végére.” Hellhammer visszaemlékezésében egyszer Dead kiment az erdőbe aludni, mert Euronymous olyan zenét játszott le neki, amit gyűlölt. Ezután pedig Euronymous követte és elkezdett a levegőbe lövöldözni sörétes puskával. Varg Vikernes azt állította, hogy egyszer Dead megszúrta késsel Euronymous-t.
1991. április 8-án Dead öngyilkos lett a zenekar házában. A Blod Eld Död című dokumentumfilm szerint Dead búcsúüzenete ez volt:

„Elnézést a vérért, de elvágtam a csuklóimat és a nyakamat. Eredetileg úgy szándékoztam csinálni, hogy az erdőben haljak meg, úgyhogy csak napok múlva találjatok meg. Az erdőhöz tartozok és mindig is oda tartoztam. Az okokat mindenesetre senki nem értené meg. Hogy valami magyarázat-szerűséget adjak: nem vagyok ember, ez az egész csak egy álom, és nemsoká felébredek. Túl hideg volt, és a vér mindig megalvadt, ráadásul az új késem nem elég éles. Ha nem sikerül a késsel elintézni magamat, akkor kilövöm a koponyámból az összes szart. Nem tudom még. Az összes szövegemet a "Let the good times roll" mellett hagytam, a maradék pénzzel együtt. Bárki, aki megtalálja, elteheti az egész kibaszott dolgot. Utolsó üdvözletként hadd prezentáljam a "Life Eternal" szövegét. Csináljatok vele, amit akartok.
Pelle
Nem most jött elő ez az egész belőlem, hanem tizenhét évvel ezelőtt.”

Euronymous talált rá a holttestére, aki Dead kezén és nyakán több mély vágást, a fején egy sörétes puska okozta lőtt sebet talált. Ahelyett, hogy hívta volna a rendőröket, elment egy közeli boltba, vett egy fényképezőgépet és többször lefényképezte Dead holttestét, miközben átrendezett néhány dolgot. Ezen fényképek egyike lett az 1995-ben megjelent Mayhem-bootleg, a Dawn of the Black Hearts borítója.
Stian Johannsen, művésznevén Occultus, aki rövid ideig tevékenykedett a Mayhemben énekesként Dead halála után, így nyilatkozott:

„Dead nem úgy tekintett magára, mint emberi lényre; egy másik világból származó teremtménynek érezte magát. Nagyon foglalkoztatta a halál és a túlvilág témája. Azt mondta, sokszor voltak látomásai arról, hogy a vér megfagyott az ereiben és így meghalt. Ezért választotta ezt a nevet. Tudta, hogy meg fog halni.”

Necrobutcher visszaemlékezése arról, hogy Euronymous hogyan tudatta vele Dead halálát: 

„Øystein felhívott másnap... és mondta, hogy "Dead valami nagyon vagány dolgot csinált! Megölte magát". Erre annyit válaszoltam, hogy "elvesztetted a fejed? Mit értesz azon, hogy vagány?" Majd mondta: "Nyugi, csináltam képet mindenről." Gyászban és sokkban voltam. Csak azon gondolkodott, hogyan használhatja ki a dolgot. Úgyhogy mondtam neki: "Oké. Kurvára ne hívj fel mielőtt meg nem semmisíted azokat a képeket."”

Euronymous Dead öngyilkosságát a Mayhem 'gonosz' imázsának népszerűsítésére használta fel, és azt állította, hogy Dead az extrém metal trenddé válása miatt ölte meg magát. Terjedtek olyan rémhírek, hogy Euronymous ragut csinált Dead agyából, és nyakláncot a koponyájának darabjaiból. Előbbi pletykát a zenekar tagadta, de azt elismerték, hogy készültek nyakláncok Dead koponyadarabjaiból, amiket Euronymous az erre méltónak tartott zenészeknek ajándékozott.

### De Mysteriis Dom Sathanas, feloszlás (1991–1995)
Dead öngyilkossága és a zenekar médiafigyelme olyan hatással lett Necrobutcher-re, hogy kilépett a zenekarból, így a Mayhem tagjainak száma akkorra kettőre csökkent. Ezután egy rövid ideig Occultus tagja volt az együttesnek, egyszerre basszusgitározott és énekelt. Csatlakozása után kezdték el felvenni a De Mysteriis Dom Sathanas debütáló nagylemezüket. Habár ez a felállás rövid ideig maradt meg, mert Occultus kapott egy halálos fenyegetést Euronymous-tól, ezért kilépett.

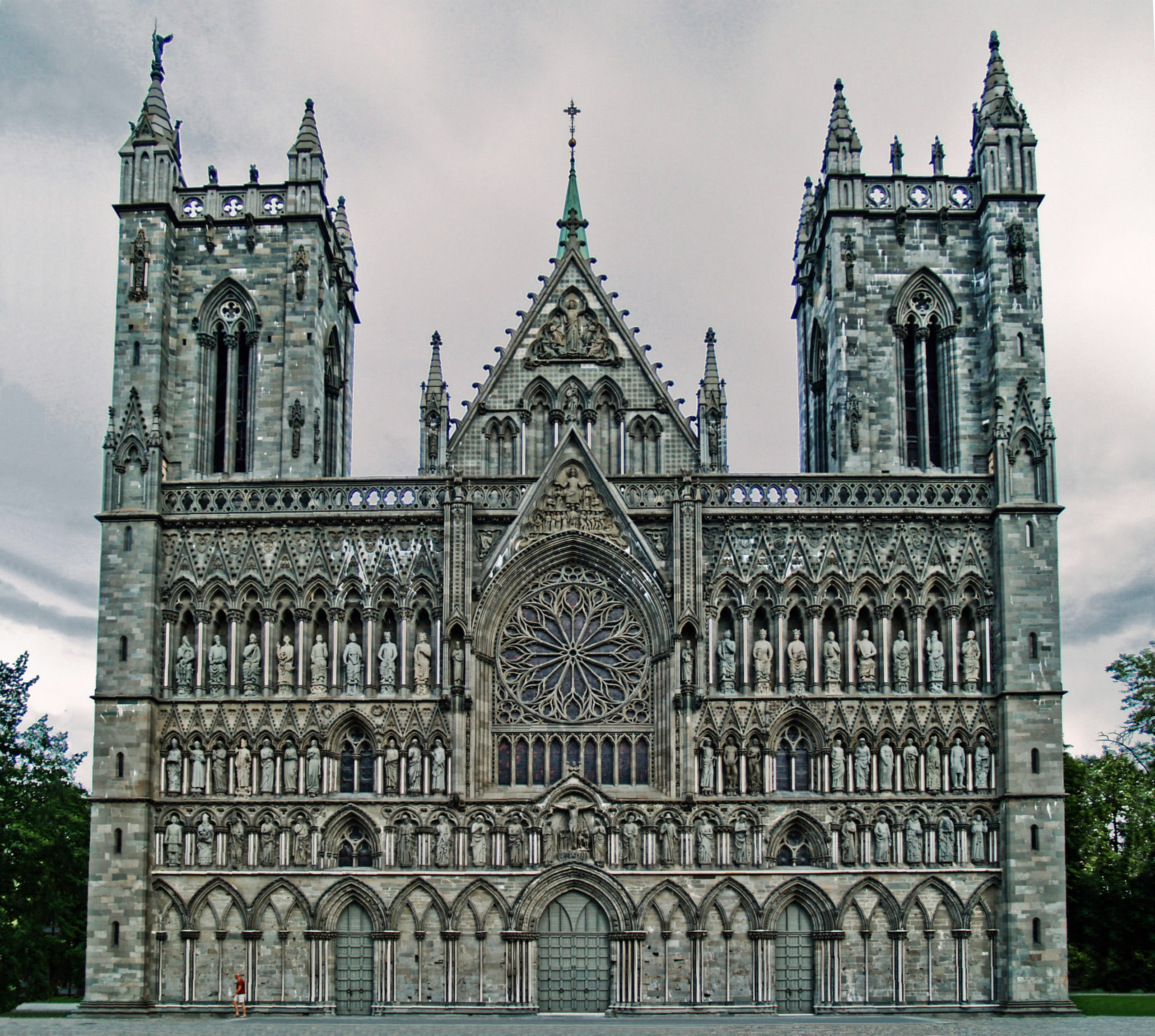
A Nidarosi katedrális homlokzata

1991 végén folytatódnia kellett a De Mysteriis Dom Sathanas felvételeinek, úgyhogy Euronymous felvett három vendégzenészt: Varg Vikernest (művésznevén Count Grishnackh-t) a Burzumból basszusgitárosként, Snorre W. Ruch-t (művésznevén Blackthorn-t) a Thornsból ritmusgitárosként és Csihar Attilát a Tormentorból énekesként. Az album felvételeinek nagy része a Grieghallen stúdióban készült, Bergenben 1993 első felében.
A norvég black metal mozgalomban történő templomgyújtogatások és a Bergens Tidende egyik cikke nagy port kavartak a norvég médiában, így Euronymous bezárta a Helvete-t. Az album kiadásával egy időben akarta Vikernes és Euronymous felrobbantani a Nidarosi katedrálist, ami a nagylemez borítója is volt egyben. Ez viszont nem vált valóra Euronymous halála miatt.
1993. augusztus 10-én Varg Vikernes és Snorre W. Ruch elutazott Euronymous lakására, majd Vikernes meggyilkolta. A holttestén 23 szúrt sebet találtak: kettőt a fején, ötöt a nyakán és tizenhatot a hátán. Vikernes állítása szerint Euronymous terve az volt, hogy egy aláíratlan szerződéssel kapcsolatban találkozzon vele, elkábítsa, majd az erdőben megkötözze, megkínozza, az egészet videóra véve. A gyilkosság éjszakáján Vikernes állítása szerint csak el akart menni Euronymoushoz a szerződéssel, és előtte széttépni és „megmondani neki, hogy bassza meg”, de Euronymous megtámadta. Végül Euronymous szúrt sebeit is egy kitört üveg okozta, de az utolsó, halálos döfést ő végezte el. Vikernest napokon belül letartóztatták a gyilkosságért és templomgyújtogatásért. 1994 májusában a Norvégiában kiadható maximumra, 21 év börtönbüntetésre ítélték. Blackthorn-t, aki cigarettázott a gyilkosság lemenetele alatt, bűnrészesként nyolc év börtönbüntetésre ítélték.
Vendégzenészek nélkül a zenekarnak már csak egy tagja maradt, Hellhammer, így feloszlott a Mayhem. 1994. május 24-én megjelent a De Mysteriis Dom Sathanas, Euronymous tiszteletére. Az album kiadása csúszott Euronymous családja miatt, ami Varg basszusrészeinek eltávolítását kérte. Vikernes állítása szerint Hellhammer megígérte Euronymous szüleinek, hogy saját maga veszi fel újra a basszusgitárt az albumra. Végül ezt nem tette meg és eredetileg is Vikernes basszusgitározása hallható a De Mysteriis Dom Sathanas-on.

### Az új felállással (1995–2004)

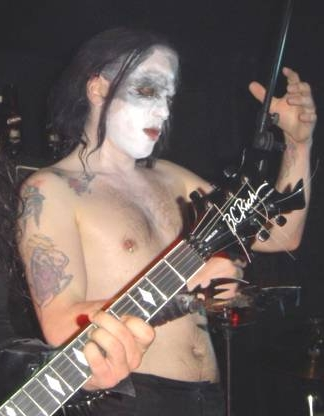
Maniac

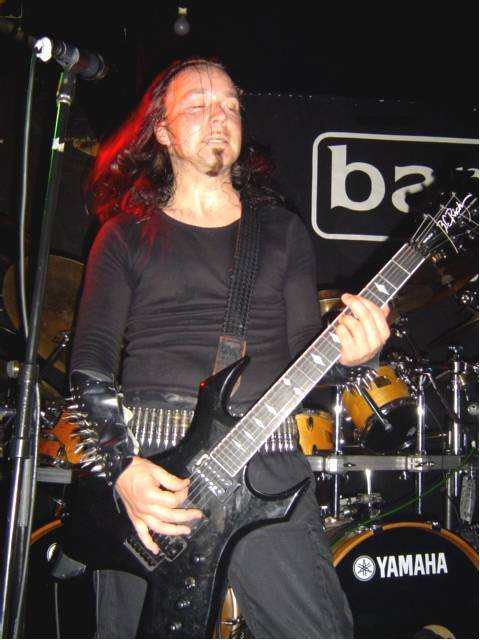
Blasphemer

1995 végén Hellhammer újjáalapította a Mayhemet, két volt taggal: Maniac-kel és Necrobutcher-rel, valamint egy új gitárossal, Rune Eriksennel, művésznevén Blasphemer-rel. Az új felállás az 1997 novemberében megjelenő Wolf's Lair Abyss EP-vel mutatkozott be, utána pedig több európai fellépése volt a zenekarnak, amiket 1998-ig Alexander Nordgaren ritmusgitáros is kisegített. Ezek közül egy 1997-es bischofswerdai koncertet kiadtak kazettára, egy milánói 1998-as fellépést – melyben egy szám erejére Csihar Attila vendégeskedett – pedig kiadtak Mediolanum Capta Est néven a következő évben.
Hellhammer ebben az időszakban elhíresült a rasszista és bevándorlóellenes kijelentéseiről, és náci jelképek viseletéről. Ezek ellenére a zenekar a sátánista jelzőt megtagadta, Hellhammer szerint: „Ez a sátánista cucc […] nem az, amit a Mayhem iránt érzek manapság.[…] A Mayhem zenéje még mindig sötét, de nem mondanám, hogy sátánista.”
A Mayhem második nagylemeze, a Grand Declaration of War 2000. június 6-án jelent meg. Ennek zenéjét erősen befolyásolta az avantgárd és progresszív metal, de elektronikus zenei alapok is megfordulnak benne. A dalszövegek témája az énekes Maniac szerint evilágibb, az album első fele egy háborút, második fele pedig egy háború utáni, poszt-apokaliptikus világot ír le. Az éneklés leginkább a black metalos károgásra alapszik, de tartalmaz spoken-word (kimondott szó, narráció) alapú monológokat és bizarr hatást keltő tiszta éneket is.
Az album megjelenése után turnéra indult a zenekar. Ebből egy 2000-res Marseille-i koncertfelvételt 2001-ben adtak ki DVD-re. Ebben az évben az együttesnek két válogatásalbuma is megjelent, a European Legions és a U.S. Legions. Ezen válogatások koncertfelvételeket és a Grand Declaration of War néhány dalának demófelvételét tartalmazza.
A turnét követően, 2003 novemberében elkezdte a zenekar egy új album felvételeit. A nagylemez 2004. április 6-án jelent meg, Chimera néven. A Mayhem visszatért a nyersebb hangzáshoz, de az album ugyanúgy kísérletezős maradt. A Chimera első Mayhem-album, amelyik felkerült valamelyik eladási listára, méghozzá a norvég listán lett 28. helyezett. Az album megjelenése utáni koncerteken először Sanrabb, majd Ihizagh segítette ki a felállást másodgitárosként.
Később ebben az évben Maniac távozott a zenekarból, Necrobutcher szerint erre lámpaláz okozta alkoholizmusa vezette rá, és több konfliktusa volt Blasphemer-rel is. Csihar Attila vette át a helyét.

### Csihar Attila visszatérése,Ordo Ad Chao(2004–2008)
A Csiharral folytatott turnézás után a zenekar nekilátott következő nagylemezének. A felvételek 2006. november 13. és december 6. között készültek el, az album 2007. április 23-án jelent meg, Ordo Ad Chao címen. Az album zeneileg más, mint a Mayhem előző kiadású, sokkal inkább basszus-mély alapú, a black metalos hangzásvilággal erősen szembeállva. A számok basszusgitársávját Blasphemer játszotta fel, mivel Necrobutcher-nek nem volt ideje megtanulnia a gitáros által írt basszusrészeket. Az album a norvég albumeladási listán 12., a svéden az 57. helyet érte el, továbbá Spellemannprisen díjat kapott 2008-ban a 2007-es év legjobb metalalbuma kategóriában.
2008 áprilisában Blasphemer kijelentette, hogy távozni szeretne a zenekarból, mert kedvhiány miatt nem folytatná, ennek ellenére elégedett a zenekar fejlődésével. Kilépése előtt még fellépett néhány európai helyszínen, az utolsó koncertje a zenekarral 2008 augusztusában volt. Távozása után a portugál Ava Inferi gitárosaként folytatta pályafutását.

### Blasphemer távozása után,Esoteric Warfare(2008–)
Néhány héttel a gitáros kilépése után turnétervek jelentek meg a zenekar honlapján. 2008 októberében Krister Dreyer, művésznevén Morfeus, a Limbonic Art egykori tagja lépett be a zenekarba turnégitárosként. 2008 végén és 2009-ben ezzel a felállással játszottak, majd 2009 nyarán Silmaeth francia gitáros is csatlakozott, így két gitárossal koncertezett a zenekar.
2009 novemberében a zenekar tagjait a holland Tilburg településen letartóztatták, mivel szétvertek egy hotelszobát.
2011 februárjában Morten Iversen, művésznevén Teloch felváltotta Silmaeth-et. Morfeus-nak hátproblémái miatt 2012-ben távoznia kellett a zenekarból, őt Charles Hedger – aki 2014-től a Ghul művésznév alatt zenél – váltotta fel.
Necrobutcher 2012-ben azt állította, hogy új albumot terveznek csinálni. Azt mondta a Total Rock Radiónak, hogy „valami olyasmit tervezünk csinálni, amivel kicsit saját magunkat is seggbe rúgjuk”. Hellhammer egy 2013. augusztus 2-ai Facebook-bejegyzésben írta le, hogy a zenekarnak épp az album dobsávjait veszik fel, hét szám készen van, hattal pedig még nem végeztek. 2013 novemberében az album keverési munkálatai is elkezdődtek Gjerstadban, a Mølla stúdióban. Ebben a hónapban kiderült még, hogy az album 2014 első felében jelenik meg. 2014. február 18-án világosabb információkkal szolgáltak, miszerint az album 2014 májusában jelenik meg, és a „Psywar” című szám elérhetővé vált. Két nappal később az album kiadója, a Season of Mist elárulta, hogy az album címe Esoteric Warfare lesz és június 6-án adják ki. Az albumról egyetlen kislemez jelent meg, a Psywar április 25-én. Az Esoteric Warfare az első Mayhem-album, ami Blasphemer távozása után jelent meg, így a dalírói felelősség Teloch-ra ruházódott át. Az album végül 2014. június 6-án jelent meg Európában és Ázsiában, 10-én pedig Észak-Amerikában jelent meg.
Az Esoteric Warfare elődjeihez képest sem a norvég, sem a svéd albumeladási listán nem ért el helyezést, de a finnen 32., a U.S. Heat-en 14. helyen végzett. Az Egyesült Államokban jelenleg több, mint 1900 darab fogyott el az albumból.
2015 januárjában a Mayhem a Watain és a Revenge zenekarral együtt indult koncertezni az Egyesült Államokban, a „Black Metal Warfare” turné keretein belül. A turné „második felvonása” 2015 novemberében indult ugyanazon együttesekkel, viszont a Revenge helyére a Rotting Christ került.
2015 novemberének elején Teloch egy interjú keretein belül elmondta, hogy a következő albumnak hangzását már átbeszélte a zenekar, de zenét rá még nem írtak. Megjegyezte továbbá, hogy akusztikus dobokat fognak használni, triggerelés nélkül, egy „nagyon old school” irány felé haladva.

## Zenei stílusa
Az együttes elsősorban a black metal műfajban zenél, de nemcsak a black metal műfajában alkottak. Noha ezen stílus jellemzi az együttes diszkográfiájának nagyrészét, azonban egyes dalaikban más metal műfajok jellemzői is megvillannak, de vannak példák a már korábban említett avantgárd, vagy indusztriális zenei stílusokra. Erre az a magyarázat, hogy a csapat történetében sok tagcsere volt főleg a 80-as, és 90-es években, és ezeknek a tagoknak a más irányú zenei háttere kihatott a zenekar stílusára. 

## Tagjai

### Jelenlegi tagok
- Csihar Attila – ének (2004–)
- Necrobutcher (Jørn Stubberud) – basszusgitár (1984–1991, 1995–)
- Hellhammer (Jan Axel Blomberg) – dob (1988–)
- Teloch (Morten Iversen) – gitár (2011–)
- Ghul (Charles Hedger) – gitár koncerteken (2012–)[4]

### Korábbi tagok
- Messiah (Eirik Nordheim) – ének (1986)
- Torben (Torben Grue) – dob (1987)
- Kittil (Kittil Kittilsen) – ének (1988)
- Manheim (Kjetil Manheim) – dob (1984–1988)
- Dead (Per Yngve Ohlin) – ének (1988–1991, öngyilkos lett)
- Occultus (Stian Johannsen) – basszusgitár/ének (1991)
- Blackthorn (Snorre Ruch) – gitár (1993)
- Count Grishnackh (Varg Vikernes) – basszusgitár (1993)
- Euronymous (Øystein Aarseth) – gitár (1984–1993, megölte Varg Vikernes)
- Maniac (Sven Erik Kristiansen) – ének (1986–1988, 1995–2004)
- Blasphemer (Rune Eriksen) – gitár (1995–2008)

### Volt koncerttagok
- Nordgaren (Alexander Nordgaren) – ritmusgitár (1997–1998)
- Sanrabb – ritmusgitár (2004)
- Ihizagh – ritmusgitár (2004–2005)
- Silmaeth – ritmusgitár (2009–2011)
- Morfeus – szólógitár (2008–2012)

## Diszkográfia
- Deathcrush (EP, 1987)
- De Mysteriis Dom Sathanas (1994)
- Wolf’s Lair Abyss (EP, 1997)
- Grand Declaration of War (2000)
- Chimera (2004)
- Ordo Ad Chao (2007)
- Esoteric Warfare (2014)
- Daemon (2019)

## Videográfia
- Live in Ski (1986)
- Reherarsal 1988 (1988)
- Live In Bischofswerda (1998)
- European Legions: Live In Marseille 2000 (2001)
- Mayhem - Cult of Aggression (2002)
- Pure Fucking Mayhem (2008)
- Until the Light Takes Us (2008)

## Fordítás
Ez a szócikk részben vagy egészben  a   Mayhem című angol Wikipédia-szócikk ezen változatának fordításán alapul.  Az eredeti cikk szerkesztőit annak laptörténete sorolja fel. Ez a jelzés csupán a megfogalmazás eredetét és a szerzői jogokat jelzi, nem szolgál a cikkben szereplő információk forrásmegjelöléseként.